# مقاطعة طبس
مقاطعة طبس (بالفارسية: شهرستان طبس) هي مقاطعة في محافظة خراسان الجنوبية في إيران. عاصمة المقاطعة هي طبس. كانت مقاطعة طبس جزءًا من مقاطعة فردوس حتى يوليو 1960. في البداية، كانت جزءًا من مقاطعة خراسان، لكنها انتقلت إلى محافظة يزد في عام 2001. وفي عام 2013 تم نقلها إلى محافظة جنوب خراسان.